# Olympische Sommerspiele 2024/Teilnehmer (Großbritannien)
| Gelbes Symbol für Goldmedaillen mit stilisierten Olympischen Ringen | Graues Symbol für Silbermedaillen mit stilisierten Olympischen Ringen | Braundes Symbol für Bronzemedaillen mit stilisierten Olympischen Ringen |
| ------------------------------------------------------------------- | --------------------------------------------------------------------- | ----------------------------------------------------------------------- |
| 14                                                                  | 22                                                                    | 29                                                                      |

Großbritannien nahm mit 329 Athleten (154 Männer und 175 Frauen) an den Olympischen Spielen 2024 vom 26. Juli bis zum 11. August 2024 in Paris teil. Es war die insgesamt 30. Teilnahme an Olympischen Sommerspielen.

## Medaillen

### Medaillenspiegel
| Rang   | Sportart          | Gold | Silber | Bronze | Gesamt |
| ------ | ----------------- | ---- | ------ | ------ | ------ |
| 1      | Rudern            | 3    | 2      | 3      | 8      |
| 2      | Radsport          | 2    | 5      | 4      | 11     |
| 3      | Reiten            | 2    | –      | 3      | 5      |
| 4      | Schwimmen         | 1    | 4      | –      | 5      |
| 5      | Leichtathletik    | 1    | 4      | 5      | 10     |
| 6      | Schießen          | 1    | 1      | –      | 2      |
| 7      | Triathlon         | 1    | –      | 2      | 3      |
| 7      | Segeln            | 1    | –      | 1      | 2      |
| 7      | Sportklettern     | 1    | –      | –      | 1      |
| 10     | Trampolinturnen   | 1    | –      | –      | 1      |
| 10     | Kanu              | –    | 2      | 2      | 4      |
| 13     | Wasserspringen    | –    | 1      | 4      | 5      |
| 14     | Golf              | –    | 1      | –      | 1      |
| 15     | Synchronschwimmen | –    | 1      | –      | 1      |
| 15     | Taekwondo         | –    | 1      | –      | 1      |
| 15     | Turnen            | –    | –      | 2      | 2      |
| 15     | Boxen             | –    | –      | 1      | 1      |
| 19     | Gewichtheben      | –    | –      | 1      | 1      |
| 19     | Skateboard        | –    | –      | 1      | 1      |
| Gesamt | Gesamt            | 14   | 22     | 29     | 65     |

### Medaillengewinner
| Name/n | Sportart          | Wettkampf                   |
| --- | ----------------- | --------------------------- |
| Gold |                   |                             |
| Keely Hodgkinson | Leichtathletik    | 800 m                       |
| Sophie Capewell Emma Finucane Katy Marchant                                                                                   | Radsport          | Teamsprint                  |
| Thomas Pidcock | Radsport          | Cross-Country               |
| Ben Maher mit Dallas Vegas Batilly Harry Charles mit Romeo 88 Scott Brash mit Hello Jefferson                                 | Reiten            | Springreiten Mannschaft     |
| Rosalind Canter mit Lordships Graffalo Tom McEwen mit JL Dublin Laura Collett mit London 52                                   | Reiten            | Vielseitigkeit Mannschaft   |
| Emily Craig Imogen Grant | Rudern            | Leichtgewichts-Doppelzweier |
| Lauren Henry Hannah Scott Lola Anderson Georgina Brayshaw                                                                     | Rudern            | Doppelvierer                |
| Morgan Bolding Sholto Carnegie Rory Gibbs Thomas Ford Jacob Dawson Charles Elwes Thomas Digby James Rudkin Harry Brightmore   | Rudern            | Achter                      |
| Nathan Hales | Schießen          | Trap                        |
| Kieran Bird (Vorlauf) Tom Dean James Guy Jack McMillan (Vorlauf) Matthew Richards (Finale) Duncan Scott (Finale)              | Schwimmen         | 4 × 200 m Freistil          |
| Eleanor Aldridge | Segeln            | Formula Kite                |
| Toby Roberts | Sportklettern     | Kombination                 |
| Bryony Page | Trampolinturnen   | Einzel                      |
| Alex Yee | Triathlon         | Einzel                      |
| Silber |                   |                             |
| Tommy Fleetwood | Golf              | Männer                      |
| Joseph Clarke | Kanu              | K1 Cross                    |
| Adam Burgess | Kanu              | C1 Slalom                   |
| Matthew Hudson-Smith | Leichtathletik    | 400 m                       |
| Josh Kerr | Leichtathletik    | 1500 m                      |
| Dina Asher-Smith Desirèe Henry Amy Hunt Imani Lansiquot Daryll Neita Bianca Williams                                          | Leichtathletik    | 4 × 100 m                   |
| Katarina Johnson-Thompson | Leichtathletik    | Siebenkampf                 |
| Elinor Barker Neah Evans | Radsport          | Madison                     |
| Jack Carlin Ed Lowe Hamish Turnbull                                                                                           | Radsport          | Teamsprint                  |
| Daniel Bigham Ethan Hayter Charlie Tanfield Ethan Vernon Oliver Wood                                                          | Radsport          | Mannschaftsverfolgung       |
| Anna Henderson | Radsport          | Einzelzeitfahren            |
| Kieran Reilly | Radsport          | BMX-Freestyle               |
| Oliver Wynne-Griffith Thomas George                                                                                           | Rudern            | Zweier ohne Steuermann      |
| Esme Booth Helen Glover Samantha Redgrave Rebecca Shorten                                                                     | Rudern            | Vierer ohne Steuerfrau      |
| Amber Rutter | Schießen          | Skeet                       |
| Benjamin Proud | Schwimmen         | 50 m Freistil               |
| Matthew Richards | Schwimmen         | 200 m Freistil              |
| Duncan Scott | Schwimmen         | 200 m Lagen                 |
| Adam Peaty | Schwimmen         | 100 m Brust                 |
| Kate Shortman Isabelle Thorpe                                                                                                 | Synchronschwimmen | Duett                       |
| Caden Cunningham | Taekwondo         | Klasse über 80 kg           |
| Tom Daley Noah Williams | Wasserspringen    | Synchronspringen 10 m       |
| Bronze |                   |                             |
| Lewis Richardson | Boxen             | Klasse bis 71 kg            |
| Emily Campbell | Gewichtheben      | Klasse über 81 kg           |
| Kimberley Woods | Kanu              | K1 Slalom                   |
| Kimberley Woods | Kanu              | K1 Cross                    |
| Georgia Bell | Leichtathletik    | 1500 m                      |
| Amber Anning Yemi Mary John Hannah Kelly Laviai Nielsen Lina Nielsen Victoria Ohuruogu Jodie Williams Nicole Yeargin          | Leichtathletik    | 4 × 400 m                   |
| Jeremiah Azu Louie Hinchliffe Zharnel Hughes Richard Kilty Nethaneel Mitchell-Blake                                           | Leichtathletik    | 4 × 100 m                   |
| Samuel Reardon Charles Dobson Toby Harries Alex Haydock-Wilson Matthew Hudson-Smith Lewis Davey                               | Leichtathletik    | 4 × 400 m                   |
| Samuel Reardon Laviai Nielsen Alex Haydock-Wilson Amber Anning Nicole Yeargin                                                 | Leichtathletik    | 4 × 400 m                   |
| Jack Carlin | Radsport          | Sprint                      |
| Elinor Barker Josie Knight Anna Morris Jessica Roberts                                                                        | Radsport          | Mannschaftsverfolgung       |
| Emma Finucane | Radsport          | Sprint                      |
| Emma Finucane | Radsport          | Keirin                      |
| Charlotte Fry mit Glamourdale                                                                                                 | Reiten            | Dressur Einzel              |
| Becky Moody mit Jagerbomb Carl Hester mit Fame Charlotte Fry mit Glamourdale                                                  | Reiten            | Dressur Mannschaft          |
| Laura Collett mit London 52                                                                                                   | Reiten            | Vielseitigkeit Einzel       |
| Mathilda Hodgkins-Byrne Becky Wilde                                                                                           | Rudern            | Doppelzweier                |
| Oliver Wilkes David Ambler Matt Aldridge Freddie Davidson                                                                     | Rudern            | Vierer ohne Steuermann      |
| Annie Campbell-Orde Holly Dunford Emily Ford Lauren Irwin Heidi Long Rowan McKellar Eve Stewart Harriet Taylor Henry Fieldman | Rudern            | Achter                      |
| Emma Wilson | Segeln            | Windsurfen iQFoiL           |
| Sky Brown | Skateboard        | Park                        |
| Alex Yee Georgia Taylor-Brown Samuel Dickinson Beth Potter                                                                    | Triathlon         | Staffel                     |
| Beth Potter | Triathlon         | Einzel                      |
| Harry Hepworth | Turnen            | Sprung                      |
| Jake Jarman | Turnen            | Boden                       |
| Yasmin Harper Scarlett Mew Jensen                                                                                             | Wasserspringen    | Synchronspringen 3 m        |
| Andrea Spendolini-Sirieix Lois Toulson                                                                                        | Wasserspringen    | Synchronspringen 10 m       |
| Noah Williams | Wasserspringen    | Turmspringen 10 m           |
| Anthony Harding Jack Laugher                                                                                                  | Wasserspringen    | Synchronspringen 3 m        |

## Teilnehmer nach Sportarten

### Badminton
Über die Race-to-Paris-Rangliste konnten sich Kirsty Gilmour im Fraueneinzel und ein Herrendoppel für die Olympischen Spiele qualifizieren.
| Athleten            | Wettbewerb | Gruppenphase        | Gruppenphase              | Gruppenphase | Gruppenphase | Achtelfinale  | Achtelfinale  | Viertelfinale | Viertelfinale | Halbfinale    | Halbfinale    | Finale / Platz 3 | Finale / Platz 3 | Rang |
| Athleten            | Wettbewerb | Gegner              | Ergebnis                  | Punkte       | Rang         | Gegner        | Ergebnis      | Gegner        | Ergebnis      | Gegner        | Ergebnis      | Gegner           | Ergebnis         | Rang |
| ------------------- | ---------- | ------------------- | ------------------------- | ------------ | ------------ | ------------- | ------------- | ------------- | ------------- | ------------- | ------------- | ---------------- | ---------------- | ---- |
| Frauen              |            |                     |                           |              |              |               |               |               |               |               |               |                  |                  |      |
| Kirsty Gilmour      | Einzel     | K. F. Az Zahra      | 2:0 (21:13, 21:11)        | 1            | 2            | ausgeschieden | ausgeschieden | ausgeschieden | ausgeschieden | ausgeschieden | ausgeschieden | ausgeschieden    | ausgeschieden    | 14   |
| Kirsty Gilmour      | Einzel     | He B.               | 0:2 (22:24, 8:21)         | 1            | 2            | ausgeschieden | ausgeschieden | ausgeschieden | ausgeschieden | ausgeschieden | ausgeschieden | ausgeschieden    | ausgeschieden    | 14   |
| Männer              |            |                     |                           |              |              |               |               |               |               |               |               |                  |                  |      |
| Ben Lane Sean Vendy | Doppel     | A. Chia / Soh W. Y. | 1:2 (21:19, 16:21, 11:21) | 1            | 3            | —             | —             | ausgeschieden | ausgeschieden | ausgeschieden | ausgeschieden | ausgeschieden    | ausgeschieden    | 9    |
| Ben Lane Sean Vendy | Doppel     | Liang W. / Wang C.  | 1:2 (18:21, 21:12, 14:21) | 1            | 3            | —             | —             | ausgeschieden | ausgeschieden | ausgeschieden | ausgeschieden | ausgeschieden    | ausgeschieden    | 9    |
| Ben Lane Sean Vendy | Doppel     | A. Dong / N. Yakura | 2:0 (21:14, 21:12)        | 1            | 3            | —             | —             | ausgeschieden | ausgeschieden | ausgeschieden | ausgeschieden | ausgeschieden    | ausgeschieden    | 9    |

### Bogenschießen
Beim finalen Qualifikationsturnier in Antalya konnten sich beide Mannschaften qualifizieren. Damit konnte man in den beiden Einzelwettbewerben mit je drei Bogenschützen und im Mixed-Wettbewerb an den Start gehen.
| Athleten                                | Wettbewerb | Qualifikation | Qualifikation | 1. Runde        | 1. Runde | 2. Runde      | 2. Runde      | Achtelfinale      | Achtelfinale  | Viertelfinale | Viertelfinale | Halbfinale    | Halbfinale    | Finale / Platz 3 | Finale / Platz 3 | Rang |
| Athleten                                | Wettbewerb | Ringe         | Rang          | Gegner          | Ergebnis | Gegner        | Ergebnis      | Gegner            | Ergebnis      | Gegner        | Ergebnis      | Gegner        | Ergebnis      | Gegner           | Ergebnis         | Rang |
| --------------------------------------- | ---------- | ------------- | ------------- | --------------- | -------- | ------------- | ------------- | ----------------- | ------------- | ------------- | ------------- | ------------- | ------------- | ---------------- | ---------------- | ---- |
| Frauen                                  |            |               |               |                 |          |               |               |                   |               |               |               |               |               |                  |                  |      |
| Megan Havers                            | Einzel     | 635           | 49            | E. Canales      | 6:0      | A. Cordeau    | 6:5           | Lim S.-h.         | 1:7           | ausgeschieden | ausgeschieden | ausgeschieden | ausgeschieden | ausgeschieden    | ausgeschieden    | 9    |
| Penny Healey                            | Einzel     | 631           | 52            | Jeon H.-y.      | 2:6      | ausgeschieden | ausgeschieden | ausgeschieden     | ausgeschieden | ausgeschieden | ausgeschieden | ausgeschieden | ausgeschieden | ausgeschieden    | ausgeschieden    | 33   |
| Bryony Pitman                           | Einzel     | 646           | 41            | Á. Ruiz         | 6:2      | Li J.         | 0:6           | ausgeschieden     | ausgeschieden | ausgeschieden | ausgeschieden | ausgeschieden | ausgeschieden | ausgeschieden    | ausgeschieden    | 17   |
| Megan Havers Penny Healey Bryony Pitman | Mannschaft | 1912          | 11            | —               | —        | —             | —             | Deutschland       | 0:6           | ausgeschieden | ausgeschieden | ausgeschieden | ausgeschieden | ausgeschieden    | ausgeschieden    | 9    |
| Männer                                  |            |               |               |                 |          |               |               |                   |               |               |               |               |               |                  |                  |      |
| Conor Hall                              | Einzel     | 652           | 46            | J.-C. Valladont | 6:4      | T. Hall       | 5:6           | ausgeschieden     | ausgeschieden | ausgeschieden | ausgeschieden | ausgeschieden | ausgeschieden | ausgeschieden    | ausgeschieden    | 17   |
| Tom Hall                                | Einzel     | 645           | 51            | T. Rai          | 6:4      | C. Hall       | 6:5           | F. Unruh          | 3:7           | ausgeschieden | ausgeschieden | ausgeschieden | ausgeschieden | ausgeschieden    | ausgeschieden    | 9    |
| Alex Wise                               | Einzel     | 664           | 27            | Li Z.           | 6:4      | B. Addis      | 3:7           | ausgeschieden     | ausgeschieden | ausgeschieden | ausgeschieden | ausgeschieden | ausgeschieden | ausgeschieden    | ausgeschieden    | 17   |
| Conor Hall Tom Hall Alex Wise           | Mannschaft | 1961          | 12            | —               | —        | —             | —             | Chinesisch Taipeh | 0:6           | ausgeschieden | ausgeschieden | ausgeschieden | ausgeschieden | ausgeschieden    | ausgeschieden    | 9    |
| Mixed                                   |            |               |               |                 |          |               |               |                   |               |               |               |               |               |                  |                  |      |
| Bryony Pitman Alex Wise                 | Mannschaft | 1310          | 19            | —               | —        | —             | —             | ausgeschieden     | ausgeschieden | ausgeschieden | ausgeschieden | ausgeschieden | ausgeschieden | ausgeschieden    | ausgeschieden    | 19   |

### Boxen
Über die Europaspiele 2023 konnten sich drei britische Boxer für die Olympischen Spiele qualifizieren. Zudem gewann Chantelle Reid und Patrick Brown über das erste internationale Qualifikationsturnier ihre Startplätze für die Spiele. Beim zweiten internationalen Qualifikationsturnier gelang dies auch Lewis Richardson.
| Athleten         | Wettbewerb       | 1. Runde     | 1. Runde | Achtelfinale  | Achtelfinale  | Viertelfinale | Viertelfinale | Halbfinale    | Halbfinale    | Finale        | Finale        | Rang   |
| Athleten         | Wettbewerb       | Gegner       | Ergebnis | Gegner        | Ergebnis      | Gegner        | Ergebnis      | Gegner        | Ergebnis      | Gegner        | Ergebnis      | Rang   |
| ---------------- | ---------------- | ------------ | -------- | ------------- | ------------- | ------------- | ------------- | ------------- | ------------- | ------------- | ------------- | ------ |
| Frauen           |                  |              |          |               |               |               |               |               |               |               |               |        |
| Charley Davison  | Klasse bis 54 kg | H. Akbaş     | 2:3      | ausgeschieden | ausgeschieden | ausgeschieden | ausgeschieden | ausgeschieden | ausgeschieden | ausgeschieden | ausgeschieden | 17     |
| Rosie Eccles     | Klasse bis 66 kg | A. Rygielska | 2:3      | ausgeschieden | ausgeschieden | ausgeschieden | ausgeschieden | ausgeschieden | ausgeschieden | ausgeschieden | ausgeschieden | 17     |
| Chantelle Reid   | Klasse bis 75 kg | —            | —        | K. El-Mardi   | 2:3           | ausgeschieden | ausgeschieden | ausgeschieden | ausgeschieden | ausgeschieden | ausgeschieden | 9      |
| Männer           |                  |              |          |               |               |               |               |               |               |               |               |        |
| Lewis Richardson | Klasse bis 71 kg | Freilos      | Freilos  | W. Abbasow    | 3:2           | Z. Iashaish   | 3:2           | M. Verde      | 2:3           | ausgeschieden | ausgeschieden | Bronze |
| Patrick Brown    | Klasse bis 92 kg | —            | —        | K. Machado    | 1:4           | ausgeschieden | ausgeschieden | ausgeschieden | ausgeschieden | ausgeschieden | ausgeschieden | 9      |
| Delicious Orie   | Klasse ab 92 kg  | —            | —        | D. Tschalojan | 2:3           | ausgeschieden | ausgeschieden | ausgeschieden | ausgeschieden | ausgeschieden | ausgeschieden | 9      |

### Gewichtheben
Über die olympische Rangliste der IWF erhielt Emily Campbell einen Startplatz im Superschwergewicht der Frauen.
| Athleten       | Wettbewerb        | Reißen  | Reißen | Stoßen  | Stoßen | Zweikampf | Zweikampf | Rang   |
| Athleten       | Wettbewerb        | Gewicht | Rang   | Gewicht | Rang   | Gewicht   | Rang      | Rang   |
| -------------- | ----------------- | ------- | ------ | ------- | ------ | --------- | --------- | ------ |
| Frauen         |                   |         |        |         |        |           |           |        |
| Emily Campbell | Klasse über 81 kg | 126 kg  | 3      | 162 kg  | 3      | 288 kg    | 3         | Bronze |

### Golf
Über das Olympic Golf Ranking der IGF qualifizierten sich vier britische Golfer für die Olympischen Spiele.
| Athleten            | Runde 1 | Runde 2 | Runde 3 | Runde 4 | Gesamt | Par | Rang   |
| ------------------- | ------- | ------- | ------- | ------- | ------ | --- | ------ |
| Frauen              |         |         |         |         |        |     |        |
| Charley Hull        | 81      | 71      | 69      | 68      | 289    | +1  | 27     |
| Georgia Hall        | 74      | 74      | 71      | 74      | 293    | +5  | 36     |
| Männer              |         |         |         |         |        |     |        |
| Tommy Fleetwood     | 67      | 64      | 69      | 66      | 266    | −18 | Silber |
| Matthew Fitzpatrick | 73      | 64      | 81      | DNF     | 218    | DNF | ―      |

### Hockey
Über die Qualifikationsturniere in Maskat (Männer) und Valencia (Frauen) hatten sich beide Teams für das olympische Turnier qualifiziert.
| Wettbewerb    | Frauen | Männer |
| ------------- | --- | --- |
| Athleten      | Laura Roper Anna Toman Hannah French Sarah Jones Amy Costello Sarah Robertson Charlotte Watson Tessa Howard Isabelle Petter Giselle Ansley Hollie Webb Fiona Crackles Sophie Hamilton Lily Owsley Flora Peel Miriam Pritchard | Nicholas Park Jack Waller David Ames Jacob Draper Zachary Wallace Rupert Shipperley Samuel Ward James Albery Phil Roper David Goodfield Ollie Payne Liam Sanford Lee Morton Tom Sorsby Conor Williamson William Calnan Gareth Furlong |
| Trainer       | David Ralph | Paul Revington |
| Gruppenphase  | Spanien (1:2) Australien (0:4) Südafrika (2:1) Vereinigte Staaten (5:2) Argentinien (0:3) | Spanien (4:0) Südafrika (2:2) Niederlande (2:2) Frankreich (2:1) Deutschland (1:2) |
| Viertelfinale | Niederlande (1:3) | Indien (1:1, 2:4 PSO) |
| Halbfinale    | ausgeschieden | ausgeschieden |
| Finale        | ausgeschieden | ausgeschieden |
| Rang          | 8 | 7 |

### Judo
Über die IJF-Weltrangliste konnten sich fünf britische Judokas qualifizieren.
| Athleten                 | Wettbewerb       | 1. Runde                | 1. Runde | 2. Runde      | 2. Runde      | Achtelfinale  | Achtelfinale  | Viertelfinale | Viertelfinale | Halbfinale / Trostrunde | Halbfinale / Trostrunde | Finale / Platz 3 | Finale / Platz 3 | Rang |
| Athleten                 | Wettbewerb       | Gegner                  | Ergebnis | Gegner        | Ergebnis      | Gegner        | Ergebnis      | Gegner        | Ergebnis      | Gegner                  | Ergebnis                | Gegner           | Ergebnis         | Rang |
| ------------------------ | ---------------- | ----------------------- | -------- | ------------- | ------------- | ------------- | ------------- | ------------- | ------------- | ----------------------- | ----------------------- | ---------------- | ---------------- | ---- |
| Frauen                   |                  |                         |          |               |               |               |               |               |               |                         |                         |                  |                  |      |
| Chelsie Giles            | Klasse bis 52 kg | Freilos                 | Freilos  | —             | —             | L. Pimenta    | 0s2:1         | ausgeschieden | ausgeschieden | ausgeschieden           | ausgeschieden           | ausgeschieden    | ausgeschieden    | 9    |
| Lele Nairne              | Klasse bis 57 kg | E. Liparteliani         | 0s1:10   | —             | —             | ausgeschieden | ausgeschieden | ausgeschieden | ausgeschieden | ausgeschieden           | ausgeschieden           | ausgeschieden    | ausgeschieden    | 17   |
| Lucy Renshall            | Klasse bis 63 kg | K. Haecker              | 11s2:1s3 | —             | —             | L. Piovesana  | 0s1:1s1       | ausgeschieden | ausgeschieden | ausgeschieden           | ausgeschieden           | ausgeschieden    | ausgeschieden    | 9    |
| Katie-Jemima Yeats-Brown | Klasse bis 70 kg | A. L. Rasoanaivo Razafy | 1:0      | M. Polleres   | 0:1           | ausgeschieden | ausgeschieden | ausgeschieden | ausgeschieden | ausgeschieden           | ausgeschieden           | ausgeschieden    | ausgeschieden    | 9    |
| Emma Reid                | Klasse bis 78 kg | Yoon H.-j.              | 0:10     | ausgeschieden | ausgeschieden | ausgeschieden | ausgeschieden | ausgeschieden | ausgeschieden | ausgeschieden           | ausgeschieden           | ausgeschieden    | ausgeschieden    | 17   |

### Kanu
Über die Weltmeisterschaften 2023 hatten sich die britischen Slalomkanuten in allen Wettbewerben qualifiziert. Beim Cross-Qualifikationsevent in Prag konnte ein zusätzlicher Startplatz für das Cross-Event der Frauen gewonnen werden. Die nominierten Athleten wurden bereits im November 2023 bekannt gegeben.

#### Kanuslalom
| Athleten         | Wettbewerb | Vorlauf  | Vorlauf | Halbfinale | Halbfinale | Finale   | Finale | Rang   |
| Athleten         | Wettbewerb | Zeit     | Rang    | Zeit       | Rang       | Zeit     | Rang   | Rang   |
| ---------------- | ---------- | -------- | ------- | ---------- | ---------- | -------- | ------ | ------ |
| Frauen           |            |          |         |            |            |          |        |        |
| Mallory Franklin | C1         | 104,72 s | 6       | 111,62 s   | 12         | 165,15 s | 12     | 12     |
| Kimberley Woods  | K1         | 95,95 s  | 12      | 99,87 s    | 3          | 98,94 s  | 3      | Bronze |
| Männer           |            |          |         |            |            |          |        |        |
| Adam Burgess     | C1         | 90,87 s  | 2       | 97,21 s    | 2          | 96,84 s  | 2      | Silber |
| Joseph Clarke    | K1         | 85,62 s  | 4       | 89,51 s    | 1          | 89,82 s  | 5      | 5      |

Boater-Cross
| Frauen           |          |         |    |   |   |   |               |               |               |        |
| Mallory Franklin | K1 Cross | 71,85 s | 3  | 1 | ― | 1 | 4             | ausgeschieden | ausgeschieden | 13     |
| Kimberley Woods  | K1 Cross | 74,98 s | 16 | 1 | ― | 1 | 1             | 1             | 3             | Bronze |
| Männer           |          |         |    |   |   |   |               |               |               |        |
| Adam Burgess     | K1 Cross | 74,66 s | 26 | 4 | 2 | 4 | ausgeschieden | ausgeschieden | ausgeschieden | 31     |
| Joseph Clarke    | K1 Cross | 66,08 s | 1  | 1 | ― | 1 | 1             | 1             | 2             | Silber |

### Leichtathletik
Britische Leichtathleten hatten die Olympianormen des Weltverband in diversen Wettbewerben erreicht. Zudem konnten sich bei den World Athletics Relays 2024 alle fünf britischen Staffeln einen Startplatz für die Olympischen Spiele sichern.
Laufen und Gehen
| Athleten | Wettbewerb       | Vorlauf      | Vorlauf | Hoffnungslauf | Hoffnungslauf | Halbfinale    | Halbfinale    | Finale        | Finale        | Rang          |
| Athleten | Wettbewerb       | Zeit         | Rang    | Zeit          | Rang          | Zeit          | Rang          | Zeit          | Rang          | Rang          |
| --- | ---------------- | ------------ | ------- | ------------- | ------------- | ------------- | ------------- | ------------- | ------------- | ------------- |
| Frauen |                  |              |         |               |               |               |               |               |               |               |
| Dina Asher-Smith | 100 m            | 11,01 s      | 2       | —             | —             | 11,10 s       | 5             | ausgeschieden | ausgeschieden | ausgeschieden |
| Dina Asher-Smith | 200 m            | 22,28 s      | 2       | ―             | ―             | 22,31 s       | 2             | 22,22 s       | 4             | 4             |
| Imani Lansiquot | 100 m            | 11,10 s      | 3       | —             | —             | 11,21 s       | 5             | ausgeschieden | ausgeschieden | ausgeschieden |
| Daryll Neita | 100 m            | 10,92 s      | 1       | —             | —             | 10,97 s       | 2             | 10,96 s       | 4             | 4             |
| Daryll Neita | 200 m            | 22,39 s      | 1       | ―             | ―             | 22,24 s       | 2             | 22,23 s       | 5             | 5             |
| Bianca Williams | 200 m            | 22,77 s      | 3       | ―             | ―             | 22,58 s       | 4             | ausgeschieden | ausgeschieden | ausgeschieden |
| Amber Anning | 400 m            | 49,68 s      | 1       | ―             | ―             | 49,47 s       | 2             | 49,29 s       | 5             | 5             |
| Laviai Nielsen | 400 m            | 50,36 s      | 2       | ―             | ―             | 50,69 s       | 3             | ausgeschieden | ausgeschieden | ausgeschieden |
| Victoria Ohuruogu | 400 m            | 50,93 s      | 4       | 50,59 s       | 1             | 51,14 s       | 5             | ausgeschieden | ausgeschieden | ausgeschieden |
| Phoebe Gill | 800 m            | 1:58,83 min  | 3       | ―             | ―             | 1:58,47 min   | 4             | ausgeschieden | ausgeschieden | ausgeschieden |
| Keely Hodgkinson | 800 m            | 1:59,31 min  | 1       | ―             | ―             | 1:56,86 min   | 1             | 1:56,72 min   | 1             | Gold          |
| Jemma Reekie | 800 m            | 2:00,00 min  | 1       | ―             | ―             | 1:58,01 min   | 5             | ausgeschieden | ausgeschieden | ausgeschieden |
| Georgia Bell | 1500 m           | 4:00,29 min  | 2       | ―             | ―             | 3:59,49 min   | 2             | 3:52,61 min   | 3             | Bronze        |
| Laura Muir | 1500 m           | 3:58,91 min  | 2       | ―             | ―             | 3:59,83 min   | 4             | 3:53,37 min   | 5             | 5             |
| Revée Walcott-Nolan                                                                                                  | 1500 m           | 4:06,44 min  | 8       | 4:06,73 min   | 2             | 3:58,08 min   | 9             | ausgeschieden | ausgeschieden | ausgeschieden |
| Megan Keith | 10.000 m         | —            | —       | —             | —             | —             | —             | 33:19,92 min  | 23            | 23            |
| Eilish McColgan | 10.000 m         | —            | —       | —             | —             | —             | —             | 31:20,51 min  | 15            | 15            |
| Cindy Sember | 100 m Hürden     | 12,72 s      | 2       | ―             | ―             | DNF           | DNF           | ausgeschieden | ausgeschieden | ausgeschieden |
| Jessie Knight | 400 m Hürden     | 55,39 s      | 5       | 55,10 s       | 2             | 54,90 s       | 6             | ausgeschieden | ausgeschieden | ausgeschieden |
| Lina Nielsen | 400 m Hürden     | 54,65 min    | 2       | ―             | ―             | 1:22,23 min   | 8             | ausgeschieden | ausgeschieden | ausgeschieden |
| Elizabeth Bird | 3000 m Hindernis | 9:16,46 min  | 4       | —             | —             | —             | —             | 9:04,35 min   | 7             | 7             |
| Aimee Pratt | 3000 m Hindernis | 9:27,26 min  | 11      | —             | —             | —             | —             | ausgeschieden | ausgeschieden | ausgeschieden |
| Clara Evans | Marathon         | —            | —       | —             | —             | —             | —             | 2:33:01 h     | 46            | 46            |
| Rose Harvey | Marathon         | —            | —       | —             | —             | —             | —             | 2:51:03 h     | 78            | 78            |
| Calli Hauger-Thackery                                                                                                | Marathon         | —            | —       | —             | —             | —             | —             | DNF           | DNF           | DNF           |
| Dina Asher-Smith Desirèe Henry Amy Hunt Imani Lansiquot Daryll Neita Bianca Williams                                 | 4 × 100 m        | 42,03 s      | 1       | —             | —             | —             | —             | 41,85 s       | 2             | Silber        |
| Amber Anning Yemi Mary John Hannah Kelly Laviai Nielsen Lina Nielsen Victoria Ohuruogu Jodie Williams Nicole Yeargin | 4 × 400 m        | 3:24,72 min  | 2       | —             | —             | —             | —             | 3:19,72 min   | 3             | Bronze        |
| Männer |                  |              |         |               |               |               |               |               |               |               |
| Jeremiah Azu | 100 m            | DSQ          | DSQ     | —             | —             | ausgeschieden | ausgeschieden | ausgeschieden | ausgeschieden | ausgeschieden |
| Louie Hinchliffe | 100 m            | 9,98 s       | 1       | —             | —             | 9,97 s        | 3             | ausgeschieden | ausgeschieden | ausgeschieden |
| Zharnel Hughes | 100 m            | 10,03 s      | 3       | —             | —             | 10,01 s       | 6             | ausgeschieden | ausgeschieden | ausgeschieden |
| Zharnel Hughes | 200 m            | DNS          | DNS     | DNS           | DNS           | DNS           | DNS           | DNS           | DNS           | DNS           |
| Charles Dobson | 400 m            | 44,96 s      | 1       | ―             | ―             | 44,48 s       | 4             | ausgeschieden | ausgeschieden | ausgeschieden |
| Matthew Hudson-Smith                                                                                                 | 400 m            | 44,78 s      | 1       | ―             | ―             | 44,07 s       | 1             | 43,44 s       | 2             | Silber        |
| Max Burgin | 800 m            | 1:45,36 min  | 3       | ―             | ―             | 1:43,50 min   | 3             | 1:43,84 min   | 8             | 8             |
| Ben Pattison | 800 m            | 1:45,56 min  | 1       | ―             | ―             | 1:45,57 min   | 4             | ausgeschieden | ausgeschieden | ausgeschieden |
| Elliot Giles | 800 m            | 1:45,93 min  | 2       | ―             | ―             | 1:45,46 min   | 5             | ausgeschieden | ausgeschieden | ausgeschieden |
| Neil Gourley | 1500 m           | 3:37,18 min  | 5       | ―             | ―             | 3:32,11 min   | 3             | 3:30,88 min   | 10            | 10            |
| Josh Kerr | 1500 m           | 3:35,83 min  | 1       | ―             | ―             | 3:32,46 min   | 2             | 3:27,79 min   | 2             | Silber        |
| George Mills | 1500 m           | 3:35,99 min  | 10      | 3:33,56 min   | 3             | 3:37,12 min   | 11            | ausgeschieden | ausgeschieden | ausgeschieden |
| Sam Atkin | 5000 m           | 14:02,46 min | 18      | —             | —             | —             | —             | ausgeschieden | ausgeschieden | ausgeschieden |
| Patrick Dever | 5000 m           | 14:13,48 min | 13      | —             | —             | —             | —             | ausgeschieden | ausgeschieden | ausgeschieden |
| George Mills | 5000 m           | 14:37,34 min | 18      | —             | —             | —             | —             | 13:32,32 min  | 21            | 21            |
| Tade Ojora | 110 m Hürden     | 13,35 s      | 4       | ―             | ―             | 13,47 s       | 7             | ausgeschieden | ausgeschieden | ausgeschieden |
| Alastair Chalmers | 400 m Hürden     | 48,98 s      | 3       | ―             | ―             | 56,52 s       | 8             | ausgeschieden | ausgeschieden | ausgeschieden |
| Emile Cairess | Marathon         | —            | —       | —             | —             | —             | —             | 2:07:29 h     | 4             | 4             |
| Mahamed Mahamed | Marathon         | —            | —       | —             | —             | —             | —             | 2:15:19 h     | 57            | 57            |
| Philip Sesemann | Marathon         | —            | —       | —             | —             | —             | —             | 2:13:08 h     | 46            | 46            |
| Callum Wilkinson | 20 km Gehen      | —            | —       | —             | —             | —             | —             | 1:20:31 h     | 16            | 16            |
| Jeremiah Azu Louie Hinchliffe Zharnel Hughes Richard Kilty Nethaneel Mitchell-Blake                                  | 4 × 100 m        | 38,04 s      | 3       | —             | —             | —             | —             | 37,61 s       | 3             | Bronze        |
| Samuel Reardon Charles Dobson Toby Harries Alex Haydock-Wilson Matthew Hudson-Smith Lewis Davey                      | 4 × 400 m        | 2:58,88 min  | 2       | —             | —             | —             | —             | 2:55,83 min   | 3             | Bronze        |
| Mixed |                  |              |         |               |               |               |               |               |               |               |
| Samuel Reardon Laviai Nielsen Alex Haydock-Wilson Amber Anning Nicole Yeargin                                        | 4 × 400 m        | 3:10,61 min  | 1       | —             | —             | —             | —             | 3:08,01 min   | 3             | Bronze        |

Springen und Werfen
| Athleten            | Wettbewerb     | Qualifikation | Qualifikation | Finale        | Finale        | Rang |
| Athleten            | Wettbewerb     | Weite/Höhe    | Rang          | Weite/Höhe    | Rang          | Rang |
| ------------------- | -------------- | ------------- | ------------- | ------------- | ------------- | ---- |
| Frauen              |                |               |               |               |               |      |
| Morgan Lake         | Hochsprung     | 1,88 m        | 15            | ausgeschieden | ausgeschieden | 15   |
| Molly Caudery       | Stabhochsprung | ogV           | ogV           | ausgeschieden | ausgeschieden | ―    |
| Holly Bradshaw      | Stabhochsprung | 4,20 m        | 29            | ausgeschieden | ausgeschieden | 29   |
| Männer              |                |               |               |               |               |      |
| Jacob Fincham-Dukes | Weitsprung     | 7,96 m        | 8             | 8,14 m        | 5             | 5    |
| Scott Lincoln       | Kugelstoßen    | 19,69 m       | 21            | ausgeschieden | ausgeschieden | 21   |
| Lawrence Okoye      | Diskuswurf     | 61,17 m       | 24            | ausgeschieden | ausgeschieden | 24   |
| Nicholas Percy      | Diskuswurf     | 61,81 m       | 20            | ausgeschieden | ausgeschieden | 20   |

Mehrkampf 
| Athletinnen               | 100 m Hürden | 100 m Hürden | Hochsprung | Hochsprung | Kugelstoßen | Kugelstoßen | 200 m   | 200 m  | Weitsprung | Weitsprung | Speerwurf | Speerwurf | 800 m       | 800 m  | Punkte | Rang   |
| Athletinnen               | Zeit         | Punkte       | Höhe       | Punkte     | Weite       | Punkte      | Zeit    | Punkte | Weite      | Punkte     | Weite     | Punkte    | Zeit        | Punkte | Punkte | Rang   |
| ------------------------- | ------------ | ------------ | ---------- | ---------- | ----------- | ----------- | ------- | ------ | ---------- | ---------- | --------- | --------- | ----------- | ------ | ------ | ------ |
| Siebenkampf               |              |              |            |            |             |             |         |        |            |            |           |           |             |        |        |        |
| Katarina Johnson-Thompson | 13,40 s      | 1065         | 1,92 m     | 1132       | 14,44 m     | 823         | 23,44 s | 1035   | 6,40 m     | 975        | 45,49 m   | 773       | 2:04,90 min | 1041   | 6844   | Silber |
| Jade O’Dowda              | 13,53 s      | 1046         | 1,80 m     | 978        | 13,10 m     | 734         | 24,97 s | 890    | 6,33 m     | 953        | 44,05 m   | 745       | 2:12,12 min | 934    | 6280   | 10     |

### Moderner Fünfkampf
Bei den Europaspielen 2023 konnten sich zwei britische Athleten für die Olympischen Spiele qualifizieren. Zudem gelang Kerenza Bryson die Qualifikation über die Weltmeisterschaften 2023, die im heimischen Bath stattfanden. Myles Pillage qualifizierte sich über das UIPM-Ranking.
| Athleten       | Fechten | Fechten | Schwimmen   | Schwimmen | Reiten  | Reiten | Combined     | Combined | Punkte | Rang |
| Athleten       | Bilanz  | Punkte  | Zeit        | Punkte    | Zeit    | Punkte | Zeit         | Punkte   | Punkte | Rang |
| -------------- | ------- | ------- | ----------- | --------- | ------- | ------ | ------------ | -------- | ------ | ---- |
| Frauen         |         |         |             |           |         |        |              |          |        |      |
| Kate French    | 23+0    | 240     | 2:15,56 min | 279       | 60,65 s | 293    | 11:54,55 min | 586      | 1398   | 19   |
| Kerenza Bryson | 21+0    | 230     | 2:21,77 min | 267       | 62,27 s | 286    | 11:19,12 min | 621      | 1404   | 9    |
| Männer         |         |         |             |           |         |        |              |          |        |      |
| Joseph Choong  | 14+2    | 199     | 1:57,52 min | 315       | 61,07 s | 293    | 9:48,09 min  | 712      | 1519   | 9    |
| Charles Brown  | 14+0    | 195     | 2:02,45 min | 306       | 62,47 s | 300    | 10:07,85 min | 693      | 1494   | 21   |

### Radsport
Durch die Platzierungen in den entsprechenden Qualifikationsranglisten des Weltverbandes konnte der britische Verband sowohl auf der Bahn als auch bei den Straßenwettbewerben mit dem maximal möglichen Startkontingent an den Start gehen. Über das olympische Qualifikationsranking im Mountainbike erhielt Großbritannien das Maximum von je zwei Startplätzen bei den Frauen und Männern. Im BMX-Rennsport wurde über die olympisches Qualifikationsranking je ein Startplatz bei Frauen und Männern an Großbritannien vergeben. Im BMX-Freestyle qualifizierte sich Kieran Reilly über die olympische Qualifikationsserie. Zudem konnte bei den Frauen ein Startplatz über die Urban-Cycling-Weltmeisterschaften 2023 erreicht werden.

#### Bahn
Ethan Hayter wurde nach einem Unfall während der Mannschaftsverfolgung im Madison durch Mark Stewart ersetzt.
| Athleten                                                             | Wettbewerb            | Rang   | Details                                                                                         |
| -------------------------------------------------------------------- | --------------------- | ------ | ----------------------------------------------------------------------------------------------- |
| Frauen                                                               |                       |        |                                                                                                 |
| Sophie Capewell Emma Finucane Katy Marchant                          | Teamsprint            | Gold   | Qualifikation: 45,472 s Erste Runde: 45,338 s Finale: 45,186 s                                  |
| Sophie Capewell                                                      | Sprint                | 5      |                                                                                                 |
| Emma Finucane                                                        | Sprint                | Bronze |                                                                                                 |
| Emma Finucane                                                        | Keirin                | Bronze |                                                                                                 |
| Katy Marchant                                                        | Keirin                | 4      |                                                                                                 |
| Elinor Barker Josie Knight Anna Morris Jessica Roberts               | Mannschaftsverfolgung | Bronze | Qualifikation: 4:06,710 min Erste Runde: 4:04,908 min Finale: 4:06,382 min                      |
| Elinor Barker Neah Evans                                             | Madison               | Silber | 31 Punkte                                                                                       |
| Neah Evans                                                           | Omnium                | 15     | Scratch: 1 Punkt Temporennen: 6 Punkte Ausscheidungsfahren: 8 Punkte Punktefahren: 37 Punkte    |
| Männer                                                               |                       |        |                                                                                                 |
| Jack Carlin Ed Lowe Hamish Turnbull                                  | Teamsprint            | Silber | Qualifikation: 41,862 s Erste Runde: 41,819 s Finale: 41,814 s                                  |
| Jack Carlin                                                          | Sprint                | Bronze |                                                                                                 |
| Jack Carlin                                                          | Keirin                | 4      |                                                                                                 |
| Hamish Turnbull                                                      | Sprint                | 7      |                                                                                                 |
| Hamish Turnbull                                                      | Keirin                | 11     |                                                                                                 |
| Daniel Bigham Ethan Hayter Charlie Tanfield Ethan Vernon Oliver Wood | Mannschaftsverfolgung | Silber | Qualifikation: 3:43,241 min Erste Runde: 3:42,151 min Finale: 3:44,394 min                      |
| Mark Stewart Oliver Wood                                             | Madison               | 9      | −9 Punkte                                                                                       |
| Ethan Hayter                                                         | Omnium                | 8      | Scratch: 30 Punkte Temporennen: 18 Punkte Ausscheidungsfahren: 40 Punkte Punktefahren: 9 Punkte |

#### Straße
| Athleten          | Wettbewerb       | Zeit         | Rang   |
| ----------------- | ---------------- | ------------ | ------ |
| Frauen            |                  |              |        |
| Elizabeth Deignan | Straßenrennen    | 4:02:57 h    | 12     |
| Pfeiffer Georgi   | Straßenrennen    | 4:00:44 h    | 5      |
| Anna Henderson    | Straßenrennen    | 4:02:57 h    | 13     |
| Anna Henderson    | Einzelzeitfahren | 41:09,83 min | Silber |
| Männer            |                  |              |        |
| Thomas Pidcock    | Straßenrennen    | 6:21:24 h    | 13     |
| Joshua Tarling    | Straßenrennen    | 6:26:57 h    | 47     |
| Joshua Tarling    | Einzelzeitfahren | 36:39,95 min | 4      |
| Stephen Williams  | Straßenrennen    | 6:23:16 h    | 31     |
| Fred Wright       | Straßenrennen    | 6:26:57 h    | 43     |

#### Mountainbike
| Athleten            | Wettbewerb    | Zeit      | Rang |
| ------------------- | ------------- | --------- | ---- |
| Frauen              |               |           |      |
| Ella Maclean-Howell | Cross-Country | 1:36:26 h | 23   |
| Evie Richards       | Cross-Country | 1:29:29 h | 5    |
| Männer              |               |           |      |
| Charlie Aldridge    | Cross-Country | 1:28:32 h | 8    |
| Thomas Pidcock      | Cross-Country | 1:26:22 h | Gold |

#### BMX-Rennsport
| Athleten      | Wettbewerb | Viertelfinale | Viertelfinale | Halbfinale | Halbfinale | Finale        | Finale        | Rang |
| Athleten      | Wettbewerb | Punkte        | Rang          | Punkte     | Rang       | Zeit          | Rang          | Rang |
| ------------- | ---------- | ------------- | ------------- | ---------- | ---------- | ------------- | ------------- | ---- |
| Frauen        |            |               |               |            |            |               |               |      |
| Beth Shriever | BMX-Rennen | 3             | 2             | 3          | 2          | 36,496 s      | 8             | 8    |
| Männer        |            |               |               |            |            |               |               |      |
| Kye Whyte     | BMX-Rennen | 12            | 10            | 23         | 15         | ausgeschieden | ausgeschieden | 15   |

#### BMX-Freestyle
| Athleten              | Wettbewerb | Qualifikation | Qualifikation | Finale        | Finale        |
| Athleten              | Wettbewerb | Punkte        | Rang          | Punkte        | Rang          |
| --------------------- | ---------- | ------------- | ------------- | ------------- | ------------- |
| Männer                |            |               |               |               |               |
| Kieran Reilly         | Freestyle  | 91,21         | 1             | 93,91         | Silber        |
| Frauen                |            |               |               |               |               |
| Charlotte Worthington | Freestyle  | 79,01         | 11            | ausgeschieden | ausgeschieden |

### Reiten
Über die jeweiligen FEI Weltmeisterschaften 2022 hatten sich alle drei britischen Mannschaften qualifizieren können. Dadurch waren auch in den Einzelwettbewerben jeweils drei Reiter startberechtigt.

#### Dressurreiten
| Athleten                                                                     | Wettbewerb | Prozent / Punkte           | Prozent / Punkte | Prozent / Punkte | Rang   |
| Athleten                                                                     | Wettbewerb | Grand Prix (Qualifikation) | GP Spécial       | GP Kür           | Rang   |
| ---------------------------------------------------------------------------- | ---------- | -------------------------- | ---------------- | ---------------- | ------ |
| Becky Moody mit Jagerbomb                                                    | Einzel     | 74,938                     | —                | 84,357           | 8      |
| Carl Hester mit Fame                                                         | Einzel     | 77,345                     | —                | 85,161           | 6      |
| Charlotte Fry mit Glamourdale                                                | Einzel     | 78,913                     | —                | 88,971           | Bronze |
| Becky Moody mit Jagerbomb Carl Hester mit Fame Charlotte Fry mit Glamourdale | Mannschaft | 231,196                    | 232,492          | —                | Bronze |

#### Springreiten
| Athleten                                                                                      | Wettbewerb | Strafpunkte   | Strafpunkte   | Strafpunkte   | Strafpunkte   | Strafpunkte   | Strafpunkte   | Rang |
| Athleten                                                                                      | Wettbewerb | Einzelwertung | Einzelwertung | Einzelwertung | Nationenpreis | Nationenpreis | Nationenpreis | Rang |
| Athleten                                                                                      | Wettbewerb | 1. Umlauf     | 2. Umlauf     | Stechen       | 1. Umlauf     | 2. Umlauf     | Stechen       | Rang |
| --------------------------------------------------------------------------------------------- | ---------- | ------------- | ------------- | ------------- | ------------- | ------------- | ------------- | ---- |
| Ben Maher mit Dallas Vegas Batilly                                                            | Einzel     | 4             | 4             | ausgeschieden | —             | —             | —             | 9    |
| Harry Charles mit Romeo 88                                                                    | Einzel     | 0             | WD            | WD            | —             | —             | —             | ―    |
| Scott Brash mit Hello Jefferson                                                               | Einzel     | 0             | 4             | ausgeschieden | —             | —             | —             | 6    |
| Ben Maher mit Dallas Vegas Batilly Harry Charles mit Romeo 88 Scott Brash mit Hello Jefferson | Mannschaft | —             | —             | —             | 8             | 2             | —             | Gold |

#### Vielseitigkeitsreiten
| Athleten                                                                                    | Wettbewerb | Minuspunkte Dressur | Minuspunkte Gelände | Minuspunkte Springen | Minuspunkte Springen | Minuspunkte Gesamt | Rang   |
| ------------------------------------------------------------------------------------------- | ---------- | ------------------- | ------------------- | -------------------- | -------------------- | ------------------ | ------ |
| Rosalind Canter mit Lordships Graffalo                                                      | Einzel     | 23,40               | 15,00               | 4,00                 | 0,00                 | 42,40              | 21     |
| Laura Collett mit London 52                                                                 | Einzel     | 17,50               | 0,80                | 4,80                 | 0,00                 | 23,10              | Bronze |
| Tom McEwen mit JL Dublin                                                                    | Einzel     | 25,80               | 0,00                | 0,00                 | 0,00                 | 25,80              | 4      |
| Rosalind Canter mit Lordships Graffalo Tom McEwen mit JL Dublin Laura Collett mit London 52 | Mannschaft | 66,70               | 15,80               | 8,80                 | —                    | 91,30              | Gold   |

### Rudern
Bei den Weltmeisterschaften 2023 konnten die britischen Ruderer Quotenplätze in neun Bootsklassen erreichen. Bei der finalen Qualifikationsregatta in Luzern kam ein weiterer Startplatz im Doppelzweier der Frauen hinzu.
| Athleten | Wettbewerb                  | Vorlauf     | Vorlauf | Vorlauf        | Hoffnungslauf / Viertelfinale | Hoffnungslauf / Viertelfinale | Hoffnungslauf / Viertelfinale | Halbfinale  | Halbfinale | Halbfinale    | Finale      | Finale | Rang   |
| Athleten | Wettbewerb                  | Zeit        | Rang    | Qualifikation  | Zeit                          | Rang                          | Qualifikation                 | Zeit        | Rang       | Qualifikation | Zeit        | Rang   | Rang   |
| --- | --------------------------- | ----------- | ------- | -------------- | ----------------------------- | ----------------------------- | ----------------------------- | ----------- | ---------- | ------------- | ----------- | ------ | ------ |
| Frauen |                             |             |         |                |                               |                               |                               |             |            |               |             |        |        |
| Rebecca Edwards Chloe Brew | Zweier ohne Steuerfrau      | 7:29,70 min | 4       | Hoffnungslauf  | 7:37,11 min                   | 3                             | Halbfinale A/B                | 7:28,76 min | 5          | B-Finale      | 7:16,02 min | 6      | 12     |
| Mathilda Hodgkins-Byrne Becky Wilde                                                                                           | Doppelzweier                | 6:52,31 min | 2       | Halbfinale A/B | ―                             | ―                             | ―                             | 6:51,82 min | 2          | A-Finale      | 6:53,22 min | 3      | Bronze |
| Emily Craig Imogen Grant | Leichtgewichts-Doppelzweier | 7:04,20 min | 1       | Halbfinale A/B | ―                             | ―                             | ―                             | 6:59,79 min | 1          | A-Finale      | 6:47,06 min | 1      | Gold   |
| Esme Booth Helen Glover Samantha Redgrave Rebecca Shorten                                                                     | Vierer ohne Steuerfrau      | 6:42,57 min | 1       | A-Finale       | ―                             | ―                             | ―                             | —           | —          | —             | 6:27,31 min | 2      | Silber |
| Lauren Henry Hannah Scott Lola Anderson Georgina Brayshaw                                                                     | Doppelvierer                | 6:13,35 min | 1       | A-Finale       | ―                             | ―                             | ―                             | —           | —          | —             | 6:16,31 min | 1      | Gold   |
| Annie Campbell-Orde Holly Dunford Emily Ford Lauren Irwin Heidi Long Rowan McKellar Eve Stewart Harriet Taylor Henry Fieldman | Achter                      | 6:16,20 min | 1       | A-Finale       | ―                             | ―                             | ―                             | —           | —          | —             | 5:59,51 min | 3      | Bronze |
| Männer |                             |             |         |                |                               |                               |                               |             |            |               |             |        |        |
| Oliver Wynne-Griffith Thomas George                                                                                           | Zweier ohne Steuermann      | 6:33,88 min | 1       | Halbfinale A/B | ―                             | ―                             | ―                             | 6:31,56 min | 2          | A-Finale      | 6:24,11 min | 2      | Silber |
| Oliver Wilkes David Ambler Matt Aldridge Freddie Davidson                                                                     | Vierer ohne Steuermann      | 6:05,63 min | 2       | A-Finale       | ―                             | ―                             | ―                             | —           | —          | —             | 5:52,42 min | 2      | Bronze |
| Thomas Barras Callum Dixon Matt Haywood Graeme Thomas                                                                         | Doppelvierer                | 5:44,82 min | 2       | A-Finale       | ―                             | ―                             | ―                             | —           | —          | —             | 5:46,51 min | 4      | 4      |
| Morgan Bolding Sholto Carnegie Rory Gibbs Thomas Ford Jacob Dawson Charles Elwes Thomas Digby James Rudkin Harry Brightmore   | Achter                      | 5:37,04 min | 1       | A-Finale       | ―                             | ―                             | ―                             | —           | —          | —             | 5:22,88 min | 1      | Gold   |

### 7er-Rugby
Durch ihren Sieg bei den Europaspielen 2023 hatten sich die britischen Frauen für das olympische Turnier qualifiziert.
| Wettbewerb         | Frauen |
| ------------------ | --- |
| Athletinnen        | Lisa Thomson Jade Shekells Ellie Boatman Grace Crompton Heather Cowell Lauren Torley Emma Uren Ellie Kildunne Isla Norman-Bell Megan Jones Jasmine Joyce Amy Wilson-Hardy Abi Burton Kayleigh Powell |
| Trainer            | Nick Wakley |
| Gruppenphase       | Irland (21:12) Australien (5:36) Südafrika (26:17) |
| Viertelfinale      | Vereinigte Staaten (7:17) |
| Platzierungsspiele | China (15:19) Irland (28:12) |
| Rang               | 7 |

### Schießen
Im Qualifikationszeitraum konnten sechs Quotenplätze erreicht werden.
| Athleten                          | Wettbewerb                                 | Qualifikation   | Qualifikation | Finale          | Finale        | Rang   |
| Athleten                          | Wettbewerb                                 | Ringe/ Scheiben | Rang          | Ringe/ Scheiben | Rang          | Rang   |
| --------------------------------- | ------------------------------------------ | --------------- | ------------- | --------------- | ------------- | ------ |
| Frauen                            |                                            |                 |               |                 |               |        |
| Seonaid McIntosh                  | 10 m Luftgewehr                            | 624,5           | 37            | ausgeschieden   | ausgeschieden | 37     |
| Seonaid McIntosh                  | 50 m Kleinkalibergewehr Dreistellungskampf | 586             | 12            | ausgeschieden   | ausgeschieden | 12     |
| Amber Rutter                      | Skeet                                      | 122             | 2             | 55+6            | 2             | Silber |
| Lucy Hall                         | Trap                                       | 117             | 14            | ausgeschieden   | ausgeschieden | 14     |
| Männer                            |                                            |                 |               |                 |               |        |
| Michael Bargeron                  | 50 m Kleinkalibergewehr Dreistellungskampf | 584             | 29            | ausgeschieden   | ausgeschieden | 29     |
| Michael Bargeron                  | 10 m Luftgewehr                            | 620,7           | 47            | ausgeschieden   | ausgeschieden | 47     |
| Matthew Coward-Holley             | Trap                                       | 117             | 25            | ausgeschieden   | ausgeschieden | 25     |
| Nathan Hales                      | Trap                                       | 123             | 2             | 48              | 1             | Gold   |
| Mixed                             |                                            |                 |               |                 |               |        |
| Seonaid McIntosh Michael Bagreron | 10 m Luftgewehr Mannschaft                 | 622,1           | 26            | ausgeschieden   | ausgeschieden | 26     |

### Schwimmen
Britische Schwimmer hatten die olympischen Normzeiten des Weltverbandes in diversen Wettbewerben erreicht. Zudem konnten sich über die Weltmeisterschaften 2023 und 2024 alle britischen Staffeln qualifizieren. Im Freiwasser war Großbritannien mit drei Sportlern vertreten.
| Athleten | Wettbewerb          | Vorlauf      | Vorlauf | Halbfinale    | Halbfinale    | Finale        | Finale        | Rang   |
| Athleten | Wettbewerb          | Zeit         | Rang    | Zeit          | Rang          | Zeit          | Rang          | Rang   |
| --- | ------------------- | ------------ | ------- | ------------- | ------------- | ------------- | ------------- | ------ |
| Frauen |                     |              |         |               |               |               |               |        |
| Anna Hopkin | 50 m Freistil       | 24,72 s      | 15      | 24,50 s       | 10            | ausgeschieden | ausgeschieden | 10     |
| Anna Hopkin | 100 m Freistil      | 53,67 s      | 10      | 53,74 s       | 11            | ausgeschieden | ausgeschieden | 11     |
| Kathleen Dawson                                                                                                  | 100 m Rücken        | 1:00,69 min  | 18      | ausgeschieden | ausgeschieden | ausgeschieden | ausgeschieden | 18     |
| Medi Eira Harris                                                                                                 | 100 m Rücken        | 1:00,85 min  | 19      | ausgeschieden | ausgeschieden | ausgeschieden | ausgeschieden | 19     |
| Katie Shanahan                                                                                                   | 200 m Rücken        | 2:09,92 min  | 11      | 2:08,52 min   | 7             | 2:07,53 min   | 5             | 5      |
| Katie Shanahan                                                                                                   | 400 m Lagen         | 4:40,40 min  | 8       | —             | —             | 4:40,17 min   | 7             | 7      |
| Honey Osrin | 200 m Rücken        | 2:09,57 min  | 5       | 2:07,84 min   | 3             | 2:08,16 min   | 7             | 7      |
| Angharad Evans                                                                                                   | 100 m Brust         | 1:06,38 min  | 12      | 1:05,99 min   | 6             | 1:05,85 min   | 6             | 6      |
| Keanna MacInnes                                                                                                  | 100 m Schmetterling | 57,90 s      | 16      | 58,11 s       | 16            | ausgeschieden | ausgeschieden | 16     |
| Keanna MacInnes                                                                                                  | 200 m Schmetterling | 2:08,46 min  | 7       | 2:08,04 min   | 9             | ausgeschieden | ausgeschieden | 9      |
| Laura Stephens                                                                                                   | 200 m Schmetterling | 2:10,46 min  | 14      | 2:07,53 min   | 8             | 2:08,82 min   | 8             | 8      |
| Freya Colbert | 200 m Lagen         | 2:12,88 min  | 18      | ausgeschieden | ausgeschieden | ausgeschieden | ausgeschieden | 18     |
| Freya Colbert | 400 m Lagen         | 4:37,62 min  | 4       | —             | —             | 4:35,67 min   | 4             | 4      |
| Abbie Wood | 200 m Lagen         | 2:10,95 min  | 7       | 2:09,64 min   | 4             | 2:09,51 min   | 5             | 5      |
| Freya Anderson Lucy Hope Anna Hopkin Eva Okaro                                                                   | 4 × 100 m Freistil  | 3:36,13 min  | 7       | —             | —             | 3:35,25 min   | 7             | 7      |
| Freya Anderson Freya Colbert (Finale) Medi Harris (Vorlauf) Lucy Hope Abbie Wood                                 | 4 × 200 m Freistil  | 7:53,49 min  | 7       | —             | —             | 7:48,23 min   | 5             | 5      |
| Freya Anderson Kathleen Dawson Angharad Evans Keanna MacInnes                                                    | 4 × 100 m Lagen     | 3:58,34 min  | 10      | —             | —             | ausgeschieden | ausgeschieden | 10     |
| Leah Crisp | 10 km Freiwasser    | —            | —       | —             | —             | 2:07:46,7 h   | 20            | 20     |
| Männer |                     |              |         |               |               |               |               |        |
| Alexander Cohoon                                                                                                 | 50 m Freistil       | 22,31 s      | 33      | ausgeschieden | ausgeschieden | ausgeschieden | ausgeschieden | 33     |
| Benjamin Proud                                                                                                   | 50 m Freistil       | 21,70 s      | 5       | 21,38 s       | 1             | 21,30 s       | 2             | Silber |
| Jacob Whittle | 100 m Freistil      | 48,47 s      | 18      | ausgeschieden | ausgeschieden | ausgeschieden | ausgeschieden | 18     |
| Matthew Richards                                                                                                 | 100 m Freistil      | 48,40 s      | 13      | 48,09 s       | 12            | ausgeschieden | ausgeschieden | 12     |
| Matthew Richards                                                                                                 | 200 m Freistil      | 1:46,19 min  | 6       | 1:45,63 min   | 7             | 1:44,74 min   | 2             | Silber |
| Duncan Scott | 200 m Freistil      | 1:46,34 min  | 11      | 1:44,94 min   | 2             | 1:44,87 min   | 4             | 4      |
| Duncan Scott | 200 m Lagen         | 1:57,77 min  | 2       | 1:56,49 min   | 3             | 1:55,31 min   | 2             | Silber |
| Kieran Bird | 400 m Freistil      | 3:47,54 min  | 16      | —             | —             | ausgeschieden | ausgeschieden | 16     |
| Daniel Jervis | 1500 m Freistil     | 15:03,75 min | 15      | —             | —             | ausgeschieden | ausgeschieden | 15     |
| Jonathon Marshall                                                                                                | 100 m Rücken        | 53,93 s      | 16      | 53,46 s       | 14            | ausgeschieden | ausgeschieden | 14     |
| Oliver Morgan | 100 m Rücken        | 53,44 s      | 11      | 52,85 s       | 7             | 52,84 s       | 8             | 8      |
| Oliver Morgan | 200 m Rücken        | 1:57,56 min  | 12      | 1:57,28 min   | 12            | ausgeschieden | ausgeschieden | 12     |
| Luke Greenbank                                                                                                   | 200 m Rücken        | DSQ          | DSQ     | ausgeschieden | ausgeschieden | ausgeschieden | ausgeschieden | ―      |
| Adam Peaty | 100 m Brust         | 59,18 s      | 2       | 58,86 s       | 1             | 59,02 s       | 2             | Silber |
| James Wilby | 100 m Brust         | 59,40 s      | 6       | 59,49 s       | 11            | ausgeschieden | ausgeschieden | 11     |
| James Guy | 100 m Schmetterling | 52,23 s      | 23      | ausgeschieden | ausgeschieden | ausgeschieden | ausgeschieden | 23     |
| Tom Dean | 200 m Lagen         | 1:58,30 min  | 7       | 1:56,92 min   | 6             | 1:56,46 min   | 5             | 5      |
| Max Litchfield                                                                                                   | 400 m Lagen         | 4:09,51 min  | 2       | —             | —             | 4:08,85 min   | 4             | 4      |
| Alexander Cohoon (Vorlauf) Tom Dean Matthew Richards (Finale) Duncan Scott Jacob Whittle                         | 4 × 100 m Freistil  | 3:12,49 min  | 3       | —             | —             | 3:11,61 min   | 5             | 5      |
| Kieran Bird (Vorlauf) Tom Dean James Guy Jack McMillan (Vorlauf) Matthew Richards (Finale) Duncan Scott (Finale) | 4 × 200 m Freistil  | 7:05,11 min  | 1       | —             | —             | 6:59,43 min   | 1             | Gold   |
| Joe Litchfield (Vorlauf) Oliver Morgan Adam Peaty Matthew Richards Duncan Scott (Finale)                         | 4 × 100 m Lagen     | 3:32,13 min  | 5       | —             | —             | 3:29,60 min   | 4             | 4      |
| Hector Pardoe | 10 km Freiwasser    | —            | —       | —             | —             | 1:51:50,8 h   | 6             | 6      |
| Tobias Robinson                                                                                                  | 10 km Freiwasser    | —            | —       | —             | —             | 1:56:43,0 h   | 14            | 14     |
| Mixed |                     |              |         |               |               |               |               |        |
| Kathleen Dawson Anna Hopkin Joe Litchfield (Vorlauf) Duncan Scott (Finale) James Wilby                           | 4 × 100 m Lagen     | 3:43,73 min  | 5       | —             | —             | 3:44,31 min   | 7             | 7      |

### Segeln
Bei den Segel-Weltmeisterschaften 2023 konnten Quotenplätze in acht Bootsklassen erreicht werden. Die beiden verbleibenden Plätze konnten im weiteren Qualifikationszeitraum erreicht werden, sodass Großbritannien in allen Wettbewerben vertreten war. Die ersten nominierten Segler wurden bereits im Oktober 2023 benannt.
| Athleten                   | Wettbewerb        | Qualifikation | Qualifikation | Medal Race    | Medal Race    | Punkte | Rang   |
| Athleten                   | Wettbewerb        | Punkte        | Rang          | Punkte        | Rang          | Punkte | Rang   |
| -------------------------- | ----------------- | ------------- | ------------- | ------------- | ------------- | ------ | ------ |
| Frauen                     |                   |               |               |               |               |        |        |
| Emma Wilson                | Windsurfen iQFoiL | 18            | 1             | Finale        | Finale        | ―      | Bronze |
| Hannah Snellgrove          | Laser Radial      | 108           | 12            | ausgeschieden | ausgeschieden | 108    | 12     |
| Eleanor Aldridge           | Formula Kite      | 12            | 2             | Finale        | Finale        | ―      | Gold   |
| Freya Black Saskia Tidey   | 49erFX            | 120           | 16            | ausgeschieden | ausgeschieden | 120    | 16     |
| Männer                     |                   |               |               |               |               |        |        |
| Sam Sills                  | Windsurfen iQFoiL | 88            | 8             | Halbfinale    | Halbfinale    | ―      | 5      |
| Michael Beckett            | Laser             | 67            | 4             | 20            | 10            | 87     | 6      |
| Connor Bainbridge          | Formula Kite      | 29            | 8             | Halbfinale    | Halbfinale    | ―      | 8      |
| James Peters Fynn Sterritt | 49er              | 85            | 6             | 14            | 7             | 99     | 7      |
| Mixed                      |                   |               |               |               |               |        |        |
| Chris Grube Vita Heathcote | 470er             | 65            | 11            | ausgeschieden | ausgeschieden | 65     | 11     |
| John Gimson Anna Burnet    | Nacra 17          | 47            | 3             | 22            | DSQ           | 69     | 4      |

### Skateboard
Über die olympische Qualifikationsrangliste konnten sich drei britische Skateboarder für die Wettbewerbe in Paris qualifizieren.
| Athleten         | Wettbewerb | Qualifikation | Qualifikation | Finale        | Finale        | Rang   |
| Athleten         | Wettbewerb | Punkte        | Rang          | Punkte        | Rang          | Rang   |
| ---------------- | ---------- | ------------- | ------------- | ------------- | ------------- | ------ |
| Frauen           |            |               |               |               |               |        |
| Sky Brown        | Park       | 84,75         | 4             | 92,31         | 3             | Bronze |
| Lola Tambling    | Park       | 73,85         | 15            | ausgeschieden | ausgeschieden | 15     |
| Männer           |            |               |               |               |               |        |
| Andrew MacDonald | Park       | 77,66         | 18            | ausgeschieden | ausgeschieden | 18     |

### Sportklettern
Über die europäische Qualifikation erhielt Toby Roberts einen Startplatz für die olympische Kombination. Drei weitere Athleten konnten sich über die olympische Qualifikationsserie qualifizieren.
Kombination
| Athleten             | Qualifikation | Qualifikation | Qualifikation | Qualifikation | Qualifikation | Qualifikation | Finale        | Finale        | Finale        | Finale        | Finale        | Rang |
| Athleten             | Bouldern      | Bouldern      | Lead          | Lead          | Ergebnis      | Rang          | Bouldern      | Bouldern      | Lead          | Lead          | Ergebnis      | Rang |
| Athleten             | Ergebnis      | Rang          | Griffe        | Rang          | Ergebnis      | Rang          | Ergebnis      | Rang          | Griffe        | Rang          | Ergebnis      | Rang |
| -------------------- | ------------- | ------------- | ------------- | ------------- | ------------- | ------------- | ------------- | ------------- | ------------- | ------------- | ------------- | ---- |
| Frauen               |               |               |               |               |               |               |               |               |               |               |               |      |
| Erin McNeice         | 59,6          | 10            | 64,1          | 7             | 123,7         | 7             | 59,5          | 4             | 68,1          | 6             | 127,6         | 5    |
| Molly Thompson-Smith | 9,8           | 19            | 57,0          | 9             | 66,8          | 19            | ausgeschieden | ausgeschieden | ausgeschieden | ausgeschieden | ausgeschieden | 19   |
| Männer               |               |               |               |               |               |               |               |               |               |               |               |      |
| Toby Roberts         | 54,1          | 3             | 68,1          | 2             | 122,2         | 2             | 63,1          | 3             | 92,1          | 3             | 155,2         | Gold |
| Hamish McArthur      | 34,2          | 8             | 45,1          | 8             | 79,3          | 8             | 53,9          | 4             | 72,0          | 6             | 125,9         | 5    |

### Synchronschwimmen
Über die Schwimmweltmeisterschaften 2024 gewann Großbritannien einen Quotenplatz für den Duettwettbewerb.
| Athletinnen                   | Wettbewerb | Technische Kür | Technische Kür | Freie Kür | Freie Kür | Akrobatische Kür | Akrobatische Kür | Gesamt   | Gesamt |
| Athletinnen                   | Wettbewerb | Punkte         | Rang           | Punkte    | Rang      | Punkte           | Rang             | Punkte   | Rang   |
| ----------------------------- | ---------- | -------------- | -------------- | --------- | --------- | ---------------- | ---------------- | -------- | ------ |
| Frauen                        |            |                |                |           |           |                  |                  |          |        |
| Kate Shortman Isabelle Thorpe | Duett      | 264,0282       | 4              | 294,5085  | 1         | —                | —                | 558,5367 | Silber |

### Taekwondo
Über die olympische Rangliste erhielt Großbritannien im Taekwondo Quotenplätze in vier Gewichtsklassen.
| Athleten         | Wettbewerb        | Achtelfinale      | Achtelfinale | Viertelfinale | Viertelfinale | Hoffnungsrunde Halbfinale | Hoffnungsrunde Halbfinale | Halbfinale      | Halbfinale    | Hoffnungsrunde Finale | Hoffnungsrunde Finale | Finale        | Finale        | Rang   |
| Athleten         | Wettbewerb        | Gegner            | Ergebnis     | Gegner        | Ergebnis      | Gegner                    | Ergebnis                  | Gegner          | Ergebnis      | Gegner                | Ergebnis              | Gegner        | Ergebnis      | Rang   |
| ---------------- | ----------------- | ----------------- | ------------ | ------------- | ------------- | ------------------------- | ------------------------- | --------------- | ------------- | --------------------- | --------------------- | ------------- | ------------- | ------ |
| Frauen           |                   |                   |              |               |               |                           |                           |                 |               |                       |                       |               |               |        |
| Jade Jones       | Klasse bis 57 kg  | M. Reljić         | 1:2          | ausgeschieden | ausgeschieden | ausgeschieden             | ausgeschieden             | ausgeschieden   | ausgeschieden | ausgeschieden         | ausgeschieden         | ausgeschieden | ausgeschieden | 11     |
| Rebecca McGowan  | Klasse über 67 kg | V. Traill         | 2:0          | S. Osipova    | 0:2           | A. Bathily                | 2:0                       | ausgeschieden   | ausgeschieden | N. Kuş                | 1:2                   | ausgeschieden | ausgeschieden | 5      |
| Männer           |                   |                   |              |               |               |                           |                           |                 |               |                       |                       |               |               |        |
| Bradly Sinden    | Klasse bis 68 kg  | K. Kassman        | 2:0          | M. Golubić    | 2:1           | Z. Kareem                 | 1:2                       | ausgeschieden   | ausgeschieden | Liang Y.              | w.o.                  | ausgeschieden | ausgeschieden | 5      |
| Caden Cunningham | Klasse über 80 kg | A. Razak Issoufou | 2:0          | R. Alba       | 2:1           | ―                         | ―                         | C. Sallah Cissé | 2:1           | ―                     | ―                     | A. Salimi     | 1:2           | Silber |

### Tennis
Über die ATP- und WTA-Ranglisten qualifizierten sich acht britische Tennisspieler für die in Stade Roland Garros ausgetragenen Wettbewerbe. Zudem erhielt Andy Murray eine Wildcard für das Einzel der Männer.
| Athleten                     | Wettbewerb | 1. Runde                 | 1. Runde          | 2. Runde      | 2. Runde       | Achtelfinale                      | Achtelfinale      | Viertelfinale          | Viertelfinale | Halbfinale    | Halbfinale    | Finale / Platz 3 | Finale / Platz 3 | Rang |
| Athleten                     | Wettbewerb | Gegner                   | Ergebnis          | Gegner        | Ergebnis       | Gegner                            | Ergebnis          | Gegner                 | Ergebnis      | Gegner        | Ergebnis      | Gegner           | Ergebnis         | Rang |
| ---------------------------- | ---------- | ------------------------ | ----------------- | ------------- | -------------- | --------------------------------- | ----------------- | ---------------------- | ------------- | ------------- | ------------- | ---------------- | ---------------- | ---- |
| Frauen                       |            |                          |                   |               |                |                                   |                   |                        |               |               |               |                  |                  |      |
| Katie Boulter                | Einzel     | A. K. Schmiedlová        | 4:6, 2:6          | ausgeschieden | ausgeschieden  | ausgeschieden                     | ausgeschieden     | ausgeschieden          | ausgeschieden | ausgeschieden | ausgeschieden | ausgeschieden    | ausgeschieden    | 33   |
| Katie Boulter Heather Watson | Doppel     | A. Kerber / L. Siegemund | 6:2, 6:3          | —             | —              | B. Haddad Maia / L. Stefani       | 6:3, 6:4          | S. Errani / J. Paolini | 3:6, 1:6      | ausgeschieden | ausgeschieden | ausgeschieden    | ausgeschieden    | 5    |
| Männer                       |            |                          |                   |               |                |                                   |                   |                        |               |               |               |                  |                  |      |
| Jack Draper                  | Einzel     | K. Nishikori             | 6:1, 6:4          | T. Fritz      | 7:63, 3:6, 2:6 | ausgeschieden                     | ausgeschieden     | ausgeschieden          | ausgeschieden | ausgeschieden | ausgeschieden | ausgeschieden    | ausgeschieden    | 17   |
| Daniel Evans                 | Einzel     | M. Echargui              | 6:2, 4:6, 6:2     | S. Tsitsipas  | 1:6, 2:6       | ausgeschieden                     | ausgeschieden     | ausgeschieden          | ausgeschieden | ausgeschieden | ausgeschieden | ausgeschieden    | ausgeschieden    | 17   |
| Daniel Evans Andy Murray     | Doppel     | T. Daniel / K. Nishikori | 2:6, 7:65, [11:9] | —             | —              | S. Gillé / J. Vliegen             | 6:3, 6:78, [11:9] | T. Fritz / T. Paul     | 2:6, 4:6      | ausgeschieden | ausgeschieden | ausgeschieden    | ausgeschieden    | 5    |
| Joe Salisbury Neal Skupski   | Doppel     | T. Macháč / A. Pavlásek  | 6:4, 3:6, [8:10]  | —             | —              | ausgeschieden                     | ausgeschieden     | ausgeschieden          | ausgeschieden | ausgeschieden | ausgeschieden | ausgeschieden    | ausgeschieden    | 17   |
| Mixed                        |            |                          |                   |               |                |                                   |                   |                        |               |               |               |                  |                  |      |
| Heather Watson Joe Salisbury | Mixed      | —                        | —                 | —             | —              | G. Dabrowski / F. Auger-Aliassime | 5:7, 6:4, [3:10]  | ausgeschieden          | ausgeschieden | ausgeschieden | ausgeschieden | ausgeschieden    | ausgeschieden    | 9    |

### Tischtennis
Über das europäische Qualifikationsturnier in Sarajevo konnte sich Anna Hursey für die Olympischen Spiele qualifizieren. Zudem qualifizierte sich Liam Pitchford über die ITTF-Weltrangliste im Einzel der Männer.
| Athleten       | Wettbewerb | 1. Runde | 1. Runde | 2. Runde | 2. Runde | 3. Runde      | 3. Runde      | Achtelfinale  | Achtelfinale  | Viertelfinale | Viertelfinale | Halbfinale    | Halbfinale    | Finale / Platz 3 | Finale / Platz 3 | Rang |
| Athleten       | Wettbewerb | Gegner   | Erg.     | Gegner   | Erg.     | Gegner        | Erg.          | Gegner        | Erg.          | Gegner        | Erg.          | Gegner        | Erg.          | Gegner           | Erg.             | Rang |
| -------------- | ---------- | -------- | -------- | -------- | -------- | ------------- | ------------- | ------------- | ------------- | ------------- | ------------- | ------------- | ------------- | ---------------- | ---------------- | ---- |
| Frauen         |            |          |          |          |          |               |               |               |               |               |               |               |               |                  |                  |      |
| Anna Hursey    | Einzel     | Freilos  | Freilos  | M. Batra | 1:4      | ausgeschieden | ausgeschieden | ausgeschieden | ausgeschieden | ausgeschieden | ausgeschieden | ausgeschieden | ausgeschieden | ausgeschieden    | ausgeschieden    | 33   |
| Männer         |            |          |          |          |          |               |               |               |               |               |               |               |               |                  |                  |      |
| Liam Pitchford | Einzel     | Freilos  | Freilos  | V. Wu    | 4:0      | D. Jorgić     | 2:4           | ausgeschieden | ausgeschieden | ausgeschieden | ausgeschieden | ausgeschieden | ausgeschieden | ausgeschieden    | ausgeschieden    | 17   |

### Triathlon
Durch ihren Sieg bei der Mixed-Staffel-WM 2022 qualifizierte sich das britische Team für die Olympischen Spiele. Dadurch dürfen auch in den beiden Einzelwettbewerben je zwei Athleten an den Start gehen. Zwei Sportler wurden bereits nominiert. Über die Einzel-Qualifikationsrangliste wurde ein weiterer Startplatz bei den Frauen erreicht.
| Athleten                                                   | Wettbewerb | Zeit      | Rang   |
| ---------------------------------------------------------- | ---------- | --------- | ------ |
| Frauen                                                     |            |           |        |
| Beth Potter                                                | Einzel     | 1:55:10 h | Bronze |
| Georgia Taylor-Brown                                       | Einzel     | 1:56:35 h | 6      |
| Kate Waugh                                                 | Einzel     | 1:57:48 h | 15     |
| Männer                                                     |            |           |        |
| Alex Yee                                                   | Einzel     | 1:43:33 h | Gold   |
| Samuel Dickinson                                           | Einzel     | DNF       | DNF    |
| Mixed                                                      |            |           |        |
| Alex Yee Georgia Taylor-Brown Samuel Dickinson Beth Potter | Staffel    | 1:25:40 h | Bronze |

### Turnen
Bei den Turn-Weltmeisterschaften 2022 im heimischen Liverpool konnten sich beide Teams für die Olympischen Spiele qualifizieren. Damit ging man mit dem maximalen Startkontingent von zehn Turnen an den Start. Im Trampolinturnen konnten sich bei den Weltmeisterschaften 2023 in Birmingham je ein Mann und eine Frau qualifizieren. Zudem wurde über die Weltcupserie ein weiterer Startplatz für den Wettbewerb der Frauen gewonnen.

#### Gerätturnen
| Athleten                                                                 | Wettbewerb           | Qualifikation | Qualifikation | Finale        | Finale        | Rang   |
| Athleten                                                                 | Wettbewerb           | Punkte        | Rang          | Punkte        | Rang          | Rang   |
| ------------------------------------------------------------------------ | -------------------- | ------------- | ------------- | ------------- | ------------- | ------ |
| Frauen                                                                   |                      |               |               |               |               |        |
| Becky Downie                                                             | Schwebebalken        | 14,400        | 23            | ausgeschieden | ausgeschieden | 23     |
| Becky Downie                                                             | Stufenbarren         | 14,666        | 7             | 13,633        | 7             | 7      |
| Ruby Evans                                                               | Boden                | 13,133        | 23            | ausgeschieden | ausgeschieden | 23     |
| Ruby Evans                                                               | Schwebebalken        | 12,600        | 48            | ausgeschieden | ausgeschieden | 48     |
| Ruby Evans                                                               | Stufenbarren         | 11,200        | 77            | ausgeschieden | ausgeschieden | 77     |
| Ruby Evans                                                               | Mehrkampf Einzel     | 51,133        | 38            | ausgeschieden | ausgeschieden | 38     |
| Georgia-Mae Fenton                                                       | Boden                | 12,466        | 52            | ausgeschieden | ausgeschieden | 52     |
| Georgia-Mae Fenton                                                       | Schwebebalken        | 13,500        | 19            | ausgeschieden | ausgeschieden | 19     |
| Georgia-Mae Fenton                                                       | Stufenbarren         | 12,833        | 51            | ausgeschieden | ausgeschieden | 51     |
| Georgia-Mae Fenton                                                       | Mehrkampf Einzel     | 52,632        | 24            | 51,766        | 18            | 18     |
| Alice Kinsella                                                           | Boden                | 12,733        | 38            | ausgeschieden | ausgeschieden | 38     |
| Alice Kinsella                                                           | Schwebebalken        | 13,433        | 22            | ausgeschieden | ausgeschieden | 22     |
| Alice Kinsella                                                           | Stufenbarren         | 11,900        | 69            | ausgeschieden | ausgeschieden | 69     |
| Alice Kinsella                                                           | Mehrkampf Einzel     | 51,999        | 28            | 53,799        | 12            | 12     |
| Abigail Martin                                                           | Boden                | 13,266        | 18            | ausgeschieden | ausgeschieden | 18     |
| Becky Downie Ruby Evans Georgia-Mae Fenton Alice Kinsella Abigail Martin | Mehrkampf Mannschaft | 160,830       | 7             | 164,263       | 4             | 4      |
| Männer                                                                   |                      |               |               |               |               |        |
| Joe Fraser                                                               | Barren               | 14,933        | 10            | ausgeschieden | ausgeschieden | 10     |
| Joe Fraser                                                               | Boden                | 13,533        | 43            | ausgeschieden | ausgeschieden | 43     |
| Joe Fraser                                                               | Pauschenpferd        | 14,000        | 21            | ausgeschieden | ausgeschieden | 21     |
| Joe Fraser                                                               | Reck                 | 14,200        | 10            | ausgeschieden | ausgeschieden | 10     |
| Joe Fraser                                                               | Ringe                | 13,700        | 22            | ausgeschieden | ausgeschieden | 22     |
| Joe Fraser                                                               | Mehrkampf Einzel     | 84,666        | 6             | 85,532        | 5             | 5      |
| Harry Hepworth                                                           | Boden                | 14,166        | 13            | ausgeschieden | ausgeschieden | 13     |
| Harry Hepworth                                                           | Ringe                | 14,700        | 8             | 14,800        | 7             | 7      |
| Harry Hepworth                                                           | Sprung               | 14,766        | 2             | 14,949        | 3             | Bronze |
| Jake Jarman                                                              | Barren               | 14,266        | 29            | ausgeschieden | ausgeschieden | 29     |
| Jake Jarman                                                              | Boden                | 14,966        | 1             | 14,933        | 3             | Bronze |
| Jake Jarman                                                              | Pauschenpferd        | 14,266        | 15            | ausgeschieden | ausgeschieden | 15     |
| Jake Jarman                                                              | Reck                 | 13,333        | 35            | ausgeschieden | ausgeschieden | 35     |
| Jake Jarman                                                              | Ringe                | 12,900        | 55            | ausgeschieden | ausgeschieden | 55     |
| Jake Jarman                                                              | Sprung               | 14,699        | 5             | 14,933        | 4             | 4      |
| Jake Jarman                                                              | Mehrkampf Einzel     | 84,897        | 5             | 84,565        | 7             | 7      |
| Luke Whitehouse                                                          | Barren               | 13,900        | 45            | ausgeschieden | ausgeschieden | 45     |
| Luke Whitehouse                                                          | Pauschenpferd        | 11,733        | 59            | ausgeschieden | ausgeschieden | 59     |
| Luke Whitehouse                                                          | Reck                 | 12,466        | 52            | ausgeschieden | ausgeschieden | 52     |
| Luke Whitehouse                                                          | Ringe                | 12,400        | 61            | ausgeschieden | ausgeschieden | 61     |
| Max Whitlock                                                             | Barren               | 13,900        | 44            | ausgeschieden | ausgeschieden | 44     |
| Max Whitlock                                                             | Pauschenpferd        | 15,166        | 3             | 15,200        | 4             | 4      |
| Max Whitlock                                                             | Reck                 | 13,233        | 39            | ausgeschieden | ausgeschieden | 39     |
| Joe Fraser Harry Hepworth Jake Jarman Luke Whitehouse Max Whitlock       | Mehrkampf Mannschaft | 256,561       | 3             | 255,527       | 4             | 4      |

#### Trampolinturnen
| Athleten           | Wettbewerb | Qualifikation | Qualifikation | Finale        | Finale        | Rang |
| Athleten           | Wettbewerb | Punkte        | Rang          | Punkte        | Rang          | Rang |
| ------------------ | ---------- | ------------- | ------------- | ------------- | ------------- | ---- |
| Frauen             |            |               |               |               |               |      |
| Bryony Page        | Einzel     | 55,620        | 5             | 56,480        | 1             | Gold |
| Isabelle Songhurst | Einzel     | 52,920        | 14            | ausgeschieden | ausgeschieden | 14   |
| Männer             |            |               |               |               |               |      |
| Zak Perzamanos     | Einzel     | 59,030        | 7             | 59,840        | 4             | 4    |

### Wasserspringen
Über die Weltmeisterschaften 2023 und Weltmeisterschaften 2024 konnte das Maximum an möglichen Quotenplätzen erreicht werden. Die Paare für die Synchronwettbewerbe wurden am 7. Mai 2024 bekanntgegeben.
| Athleten                               | Wettbewerb            | Vorkampf | Vorkampf | Halbfinale | Halbfinale | Finale        | Finale        | Rang   |
| Athleten                               | Wettbewerb            | Punkte   | Rang     | Punkte     | Rang       | Punkte        | Rang          | Rang   |
| -------------------------------------- | --------------------- | -------- | -------- | ---------- | ---------- | ------------- | ------------- | ------ |
| Frauen                                 |                       |          |          |            |            |               |               |        |
| Yasmin Harper                          | Kunstspringen 3 m     | 295,75   | 9        | 278,90     | 12         | 305,10        | 5             | 5      |
| Grace Reid                             | Kunstspringen 3 m     | 303,25   | 5        | 290,05     | 7          | 275,80        | 10            | 10     |
| Andrea Spendolini-Sirieix              | Turmspringen 10 m     | 320,80   | 4        | 367,00     | 3          | 344,50        | 6             | 6      |
| Lois Toulson                           | Turmspringen 10 m     | 299,60   | 8        | 278,50     | 13         | ausgeschieden | ausgeschieden | 13     |
| Yasmin Harper Scarlett Mew Jensen      | Synchronspringen 3 m  | —        | —        | —          | —          | 302,28        | 3             | Bronze |
| Andrea Spendolini-Sirieix Lois Toulson | Synchronspringen 10 m | —        | —        | —          | —          | 304,38        | 3             | Bronze |
| Männer                                 |                       |          |          |            |            |               |               |        |
| Jordan Houlden                         | Kunstspringen 3 m     | 448,20   | 4        | 445,55     | 5          | 425,75        | 5             | 5      |
| Jack Laugher                           | Kunstspringen 3 m     | 468,30   | 3        | 467,05     | 3          | 410,95        | 7             | 7      |
| Kyle Kothari                           | Turmspringen 10 m     | 433,10   | 9        | 443,55     | 6          | 401,55        | 11            | 11     |
| Noah Williams                          | Turmspringen 10 m     | 446,70   | 8        | 400,90     | 12         | 497,35        | 3             | Bronze |
| Anthony Harding Jack Laugher           | Synchronspringen 3 m  | —        | —        | —          | —          | 438,15        | 3             | Bronze |
| Tom Daley Noah Williams                | Synchronspringen 10 m | —        | —        | —          | —          | 463,44        | 2             | Silber |